# عقد 410
عقد 410 هو عقد امتد بين 1 يناير 410 و31 ديسمبر 419 بحسب التقويم الميلادي. سبقه عقد 400 ولحقه عقد 420.

## مواليد
- ميروفيوس (415)
- المنذر بن النعمان (418)
- فالنتينيان الثالث (419)
- هيليروس (415)
- برقلس (412)
- الإمبراطور يورياكو (418)

## وفيات
- هيباتيا (415)
- كوماراجيفا (413)
- زوسيموس (418)
- قسطنطين الثالث (411)
- بيلاجيوس (418)
- الأنبا بيشوي (417)
- أبداس أسقف سوسة (418)
- إينوسنت الأول (417)
- ثيوفيلس (412)
- غوانغايتو ملك غوغوريو (413)
- أتولف (415)

## كتب
- Yves Denis Papin (1998). Chronologie de l'histoire ancienne. Lieu de publication non identifié: Éditions Jean-paul Gisserot. ISBN:2-87747-346-5. OCLC:40746926. مؤرشف من الأصل في 2022-03-16.
- موسوعة حضارة العالم (2002) لأحمد محمد عوف.

## روابط خارجية
- تصفح سنة بسنة عقد 410 على موقع onthisday.com
- تصفح سنة بسنة عقد 410 ابتداءً من سنة عقد 410 على موقع المكتبة الوطنية الفرنسية